# David Grusch-fallet

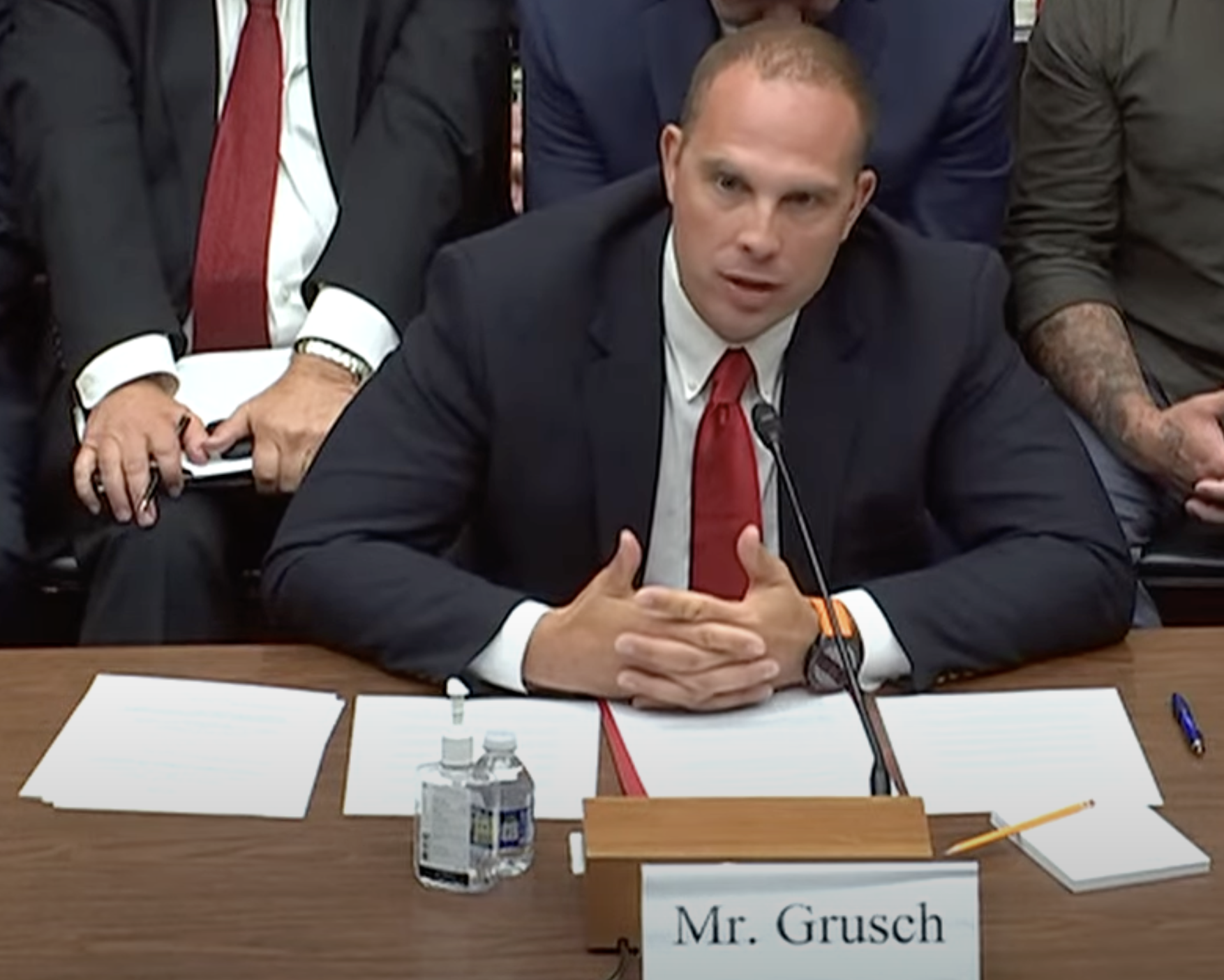
26 juli 2023: David Grusch vittnar inför ett amerikanskt kongressutskott

I juni 2023 gick David Grusch, en tidigare tjänsteman vid USA:s flygvapen (USAF), offentligt ut med att icke namngivna tjänstemän har berättat för honom att USA:s federala statsmakt innehar ett mycket hemligt UFO (eller UAP) samt utomjordiska rymdskepp och "döda piloter". Fallet har väckt stor medial internationell uppmärksamhet.

## Bakgrund
Frågan om utomjordiska farkoster var aktuell i den amerikanska kongressen under början av år 2023, när flera föremål sköts ner av USAF mellan 9 och 12 februari. General Glen D. VanHerck avslöjade att man inte uteslöt att dessa föremål kunde vara utomjordiska.
I juni 2023 uppgav Grusch att flera amerikanska medborgare har mist livet som en konsekvens av regeringens försök att mörka sitt innehav av utomjordiska rymdskepp och upptäckt av icke-mänskligt biologiskt material på piloter. Som repons på Gruschs påståenden uppgav både National Aeronautics and Space Administration (NASA) och USA:s försvarsdepartement (DoD) att det saknas bevis på utomjordiskt liv.
Under en kongressutfrågning den 26 juli 2023 upprepade Grusch under ed sina påståenden. Då vittnade även de amerikanska stridspiloterna Ryan Graves och David Fravor om sina erfarenheter av UFO:n. Grusch medgav att han inte kunde nyansera delar av sina påståenden, men erbjöd sig att uppge ytterligare detaljer i en så kallad ”Sensitive compartmented information facility” (SCIF).

## Reaktioner
Gruschs påståenden har mött kritik av framstående fysiker och ingenjörer, samtidigt som han riskerar fängelse för mened.
NASA-ingenjören Joshua Semeter, som även är professor i elektro- och datorteknik vid Boston University, menar att utan varken data eller konkret bevisning är det svårt att utvärdera Gruschs påståenden. Adam Frank, professor i astrofysik, anser att påståendena baseras på hörsägen – en berättelse om att någon känner till någon som känner någon som har hört att regeringen innehar utomjordiska rymdskepp. Radioastronomen Michael Garrett hävdar att om människor verkligen skulle upptäcka kraschade utomjordiska rymdskepp, skulle det vara hundratals varje dag, något som ledande astronomer inte har observerat.